# Râfov
Râfov è un comune della Romania di 5 526 abitanti, ubicato nel distretto di Prahova, nella regione storica della Muntenia. 
Il comune è formato dall'unione di 9 villaggi: Antofiloaia, Buchilași, Buda, Goga, Mălăiești, Moara Domnească, Palanca, Râfov, Sicrita.